# Schouderbeugel

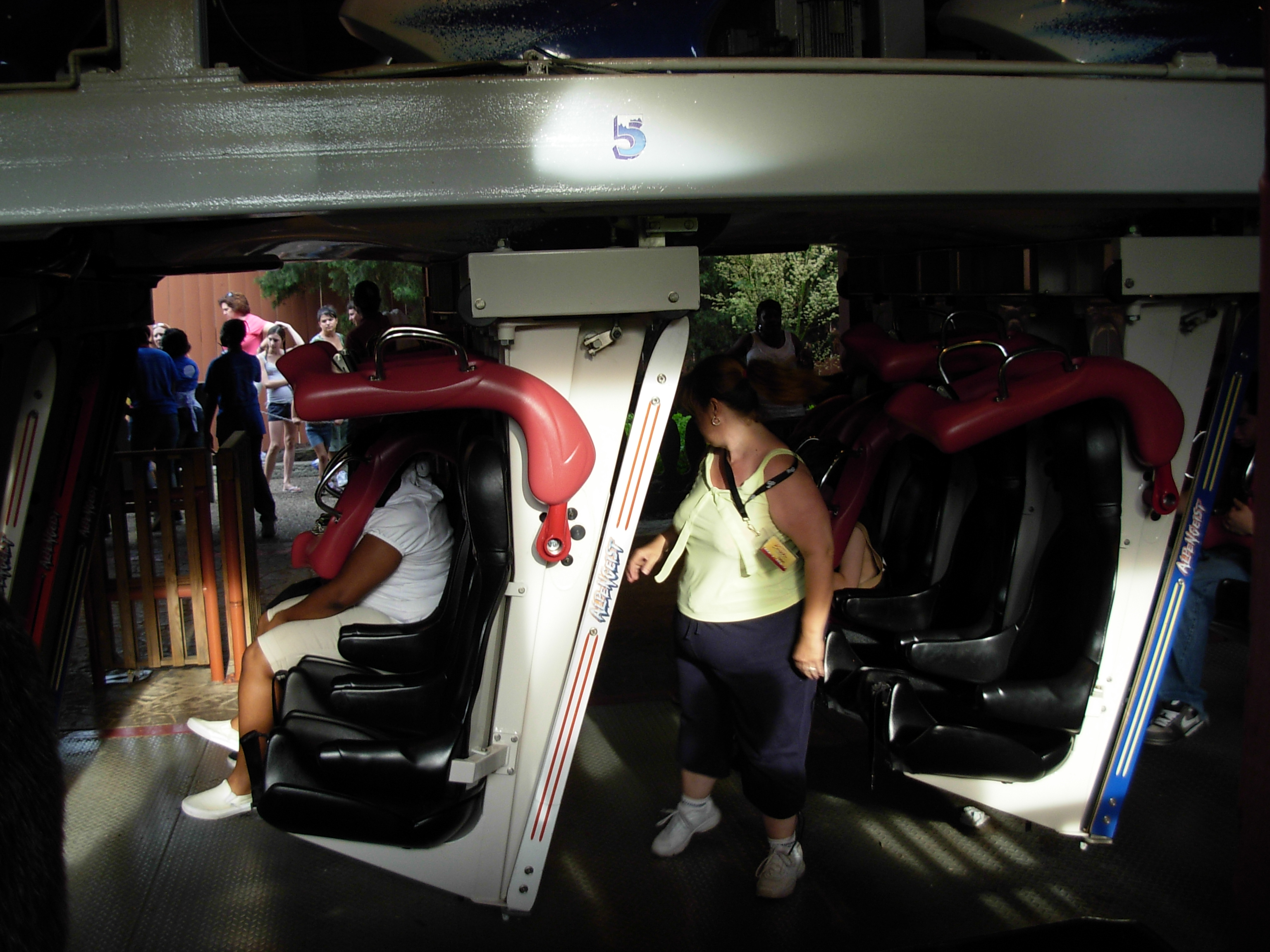
Schouderbeugels in een achtbaan.

Een schouderbeugel is een U-vormig veiligheidssysteem bedoeld om passagiers van bijvoorbeeld een achtbaan in karretjes of stoelen te houden. Passagiers dienen de schouderbeugel over zich heen te trekken, waardoor de beugel op de schouders rust. De onderkant van de beugel rust op de onderbuik van de passagier. 
Schouderbeugels zijn meestal bekleed met zacht plastic of schuimrubber. De onderkant wordt meestal met een riem aan de stoel bevestigd. Een schouderbeugel hoort zo strak te zitten als mogelijk is. Als de passagier te los in zijn stoel zit, kan de rit pijnlijk en gevaarlijk zijn. 
Het ratelende geluid dat te horen is wanneer de beugel naar beneden wordt getrokken, is afkomstig van de ratel die over het tandwiel beweegt, die beide in de stoel zijn gehuisvest. Meestal worden veiligheidsbeugels voorzien van een hydraulische vergrendeling waarbij het ratelende geluid ontbreekt. Wanneer de beugels vergrendeld zijn, kunnen deze enkel geopend worden via een speciaal systeem wat in het wagentje zit gebouwd. Bij de meeste achtbanen werkt dat systeem alleen wanneer de trein zich in het station bevindt. Als evacuatie nodig is, kunnen deze manueel ook worden geopend door een medewerker.